# Episodi di Marco e Star contro le forze del male (terza stagione)
La terza stagione della serie animata Marco e Star contro le forze del male, composta da 21 episodi, è iniziata negli Stati Uniti il 15 luglio 2017 con i primi quattro episodi, che compongono un film della durata di due ore intitolato The Battle for Mewni, mentre le restanti diciassette puntate vengono trasmesse su Disney XD dal 6 novembre 2017 al 7 aprile 2018.
In Italia, questa stagione è suddivisa in due parti, composte rispettivamente da 10 e 11 episodi: la prima parte è andata in onda su Disney XD dal 15 al 26 gennaio 2018, mentre la seconda parte è andata in onda su Disney Channel dal 25 dicembre 2018 al 6 gennaio 2019.
| nº | Titolo originale                         | Titolo italiano                                               | Prima TV USA     | Prima TV Italia  |
| -- | ---------------------------------------- | ------------------------------------------------------------- | ---------------- | ---------------- |
| 1  | The Battle for Mewni: Return to Mewni    | La battaglia di Mewni (prima parte) - Ritorno a Mewni         | 15 luglio 2017   | 15 gennaio 2018  |
| 1  | The Battle for Mewni: Moon the Undaunted | La battaglia di Mewni (seconda parte) - L'inflessibile regina | 15 luglio 2017   | 15 gennaio 2018  |
| 2  | The Battle for Mewni: Book Be Gone       | La battaglia di Mewni (terza parte) - Sparisci, Libro         | 15 luglio 2017   | 16 gennaio 2018  |
| 2  | The Battle for Mewni: Marco and the King | La battaglia di Mewni (quarta parte) - Marco e il Re          | 15 luglio 2017   | 16 gennaio 2018  |
| 3  | The Battle for Mewni: Puddle Defender    | La battaglia di Mewni (quinta parte) - Difendi la pozzanghera | 15 luglio 2017   | 17 gennaio 2018  |
| 3  | The Battle for Mewni: King Ludo          | La battaglia di Mewni (sesta parte) - Re Ludo                 | 15 luglio 2017   | 17 gennaio 2018  |
| 4  | The Battle for Mewni: Toffee             | La battaglia di Mewni (settima parte) - Toffee                | 15 luglio 2017   | 18 gennaio 2018  |
| 5  | Scent of a Hoodie                        | Profumo di felpa                                              | 6 novembre 2017  | 19 gennaio 2018  |
| 5  | Rest in Pudding                          | Buon riposo Glossaryck                                        | 6 novembre 2017  | 19 gennaio 2018  |
| 6  | Club Snubbed                             | Il club delle ragazze snobbate                                | 7 novembre 2017  | 22 gennaio 2018  |
| 6  | Stranger Dange                           | Fidarsi o non fidarsi?                                        | 7 novembre 2017  | 22 gennaio 2018  |
| 7  | Demoncism                                | Il rituale di purificazione                                   | 8 novembre 2017  | 23 gennaio 2018  |
| 7  | Sophomore Slump                          | Un'estate francese per Marco                                  | 8 novembre 2017  | 23 gennaio 2018  |
| 8  | Lint Catcher                             | Il filtro della lavatrice                                     | 9 novembre 2017  | 24 gennaio 2018  |
| 8  | Trial by Squire                          | Scudiero in prova                                             | 9 novembre 2017  | 24 gennaio 2018  |
| 9  | Princess Turdina                         | La principessa Turdina                                        | 13 novembre 2017 | 25 gennaio 2018  |
| 9  | Starfari                                 | Esperti di mostri                                             | 13 novembre 2017 | 25 gennaio 2018  |
| 10 | Sweet Dreams                             | Sogni d'oro                                                   | 14 novembre 2017 | 26 gennaio 2018  |
| 10 | Lava Lake Beach                          | La spiaggia del Lago di Lava                                  | 14 novembre 2017 | 26 gennaio 2018  |
| 11 | Death Peck                               | Una beccata mortale                                           | 15 novembre 2017 | 29 dicembre 2018 |
| 11 | Ponymonium                               | Ponymonium                                                    | 15 novembre 2017 | 29 dicembre 2018 |
| 12 | Night Life                               | Vita notturna                                                 | 16 novembre 2017 | 25 dicembre 2018 |
| 12 | Deep Dive                                | Immersione magica                                             | 16 novembre 2017 | 25 dicembre 2018 |
| 13 | Monster Bash                             | Una festa mostruosa                                           | 16 novembre 2017 | 26 dicembre 2018 |
| 14 | Stump Day                                | Festa a sorpresa per Star                                     | 2 dicembre 2017  | 27 dicembre 2018 |
| 14 | Holiday Spellcial                        | La festa degli incantesimi                                    | 2 dicembre 2017  | 27 dicembre 2018 |
| 15 | The Bogbeast of Boggabah                 | La bestia di Boogabah                                         | 3 marzo 2018     | 30 dicembre 2018 |
| 15 | Total Eclipsa the Moon                   | Incantesimo Nuvoletta                                         | 3 marzo 2018     | 30 dicembre 2018 |
| 16 | Butterfly Trap                           | Il processo trappola di Star                                  | 10 marzo 2018    | 31 dicembre 2018 |
| 16 | Ludo, Where Art Thou?                    | Ludo, dove sei?                                               | 10 marzo 2018    | 31 dicembre 2018 |
| 17 | Is Another Mystery                       | Un altro mistero                                              | 17 marzo 2018    | 1 gennaio 2019   |
| 17 | Marco Jr.                                | Marco Junior                                                  | 17 marzo 2018    | 1 gennaio 2019   |
| 18 | Skooled!                                 | Sconfitti!                                                    | 24 marzo 2018    | 2 gennaio 2019   |
| 18 | Booth Buddies                            | Migliori amici                                                | 24 marzo 2018    | 2 gennaio 2019   |
| 19 | Bam Ui Pati!                             | La festa della notte                                          | 31 marzo 2018    | 6 gennaio 2019   |
| 19 | Tough Love                               | Amore difficile                                               | 31 marzo 2018    | 6 gennaio 2019   |
| 20 | Divide                                   | Divisi                                                        | 7 aprile 2018    | 4 gennaio 2019   |
| 21 | Conquer                                  | Conquista                                                     | 7 aprile 2018    | 5 gennaio 2019   |

## La battaglia di Mewni

### Ritorno a Mewni
- Titolo originale: Return to Mewni
- Diretto da: Dominic Bisignano e Aaron Hammersley
- Scritto da: Dominic Bisignano, Aaron Hammersley, Zach Marcus, Cassie Zwart

#### Trama
Subito dopo gli eventi di Star-cotta, Star si trova su Mewni in una carrozza guidata da sua madre Moon. Le due hanno gli abiti ridotti a brandelli e non possono tornare a palazzo, sarebbe troppo pericoloso. Mewni nel frattempo è sotto il comando di River, che senza Moon, è incapace di regnare, e quindi tutto il regno è semi-distrutto anche per il semplice motivo che la magia si sta esaurendo e la barriera che proteggeva il regno è calata, lasciando via libera a vari mostri. 
Mentre è nella carrozza, Star indossa la felpa di Marco e usa l'incantesimo dell'occhio che vede tutto per spiare l'amico. In questo modo scopre che è depresso, piangendo e ascoltando musica triste di notte. In cucina si possono vedere ancora le decorazioni della festa di fine anno. Star sta troppo male per Marco e così interrompe l'incantesimo e si affaccia dal finestrino della carrozza, rompendo la porta. La carrozza comincia a cadere a pezzi e le due si ritrovano a piedi, da sole nella foresta. Le due devono fare attenzione a non farsi vedere dai topi, membri dell'esercito di Ludo. Moon si preoccupa di questo ma Star sembra non avere per niente paura di loro e decide di affrontarli. La bacchetta di Star sembra non funzionare bene e ogni volta che la usa la magia è solamente oscura. Moon porta sua figlia in un santuario sotto ad un lago che hanno utilizzato molte regine per allenarsi. Con Moon e Star ci sono anche i membri dell'alta commissione, privi di sensi. Il santuario emerge dal lago e le due entrano. L'alta commissione viene messa a riposo in delle ninfee magiche. Al centro del santuario c'è anche una sorta di pozzo che contiene del liquido magico, che può far rivivere l'alta commissione. Moon lo apre ma scopre che al suo interno c'è un liquido di colore nero. Star vuole uscire dal santuario per affrontare Toffee una volta per tutte, convinta di poterlo sconfiggere nuovamente, ma Moon gli dice invece di stare nascosta, rivelandogli che egli, tempo fa, uccise sua madre. Star, rendendosi conto di quanto è davvero malvagio Toffee, consegna la bacchetta alla madre, chiedendogli di raccontargli la sua storia.

### L'inflessibile regina
- Titolo originale: Moon the Undaunted
- Diretto da: Dominic Bisignano, Aaron Hammersley, e Giancarlo Volpe
- Scritto da: Dominic Bisignano, Sage Cotugno, Kristen Gish, e Aaron Hammersley

#### Trama
L'episodio è un flashback raccontato da Moon, riguardo quand'era adolescente e sua madre (nonna di Star) morì. Ella divenne la nuova regina, ma non era pronta a prendere delle decisioni. Doveva decidere tra la firma di un trattato di pace o la guerra contro un esercito di mostri guidato da "La lucertola", ovvero Toffee, colui che ha ucciso sua madre. Non riuscendo a prendere la decisione, Moon fuggì. Sul libro degli incantesimi di Glossaryck, trovò poi il capitolo proibito della sua ottava bisnonna Eclipsa, "pecora nera" della famiglia, ibernata da Rhombulus perché innamoratasi di un mostro e perché praticante della magia oscura. Moon così chiese a Rhombulus di scongelarla, per parlare con lei. Moon gli chiese come fare a sconfiggere un immortale, e Eclipsa decise di insegnargli la magia oscura in cambio della sua libertà una volta eliminato il suo nemico. Le due quindi fecero un accordo, e subito dopo Rhombulus congelò Eclipsa nuovamente. Moon apprese così la magia oscura, e le vene dei suoi polsi assunsero un colore violaceo, motivo per cui porta sempre i guanti. Decise quindi di affrontare Toffee, che come tutti i suoi seguaci, aveva la capacità di rigenerare le parti del proprio corpo; tuttavia, appena Moon sfruttò la magia oscura su di lui riuscendo a mozzargli il dito medio, questo non ricrebbe. I mostri perciò, visto il potenziale di tale magia, si ritirarono. L'Alto Consiglio condannò Moon per aver sfruttato la magia proibita, ma ella era ormai determinata a sconfiggere i restanti eserciti di mostri e a proteggere Mewni come sua regina.
- Guest star: Esmé Bianco

### Sparisci, Libro
- Titolo originale: Book Be Gone
- Diretto da: Brett Varon
- Scritto da: Madeleine Flores, Brett Varon e Nicolette Wood

#### Trama
Ludo si risveglia in un tempio in rovina senza memoria da quando Toffee, in possesso del suo corpo, sconfisse l'Alto Consiglio della Magia. Al suo risveglio, scopre che il frammento della sua bacchetta è ora incastonato nella sua mano. Quando Glossaryck gli comunica della sconfitta dell'Alto Consiglio, Ludo vuole festeggiare scrivendo la sua storia nel libro degli incantesimi. Tuttavia, il libro sembra non volerglielo permettere, perché non è il suo proprietario. Nonostante i numerosi tentativi, Ludo non riesce a scrivere nel libro, e decide quindi di dargli fuoco. Con quest'azione però, Glossaryck brucia insieme ad esso. Toffee prende momentaneamente possesso del corpo di Ludo; Glossaryck, prima di morire, gli dice che finalmente ha ottenuto ciò che voleva, ma Toffee gli dice che questo atto è stato voluto da Ludo stesso. Quando quest'ultimo riprende conoscenza, piange per la perdita di Glossaryck, e ascoltando il frammento della bacchetta (Toffee) decide di invadere il castello dei Butterfly.

### Marco e il Re
- Titolo originale: Marco and the King
- Diretto da: Dominic Bisignano e Aaron Hammersley
- Scritto da: Dominic Bisignano, Jushtin Lee & Amelia Lorenz

#### Trama
Re River, in assenza di Moon, è incapace di gestire il regno. Cerca di prendersene cura festeggiando col popolo ogni giorno, ma questi cominciano rapidamente a stancarsi. Marco arriva al castello con le forbici dimensionali, vedendo River con a che fare con gli abitanti arrabbiati e un grosso mostro che si avvicina al castello. River cerca di nascondersi, ma Marco lo incoraggia ad affrontare il mostro. River così prende coraggio e raduna gli abitanti del villaggio per combattere il mostro, scoprendo però che era innocuo e che si stava avvicinando al castello per aver frainteso un richiamo da parte del re. Quando tutto sembra essersi risolto, Ludo e i suoi seguaci arrivano sul posto e invadono il castello.

### Difendi la pozzanghera
- Titolo originale: Puddle Defender
- Diretto da: Tyler Chen e Giancarlo Volpe
- Scritto da: Tyler Chen, Gina Gress e Sarah Oleksyk

#### Trama
Al Santuario di Mewni, Star e Moon si svegliano scoprendo che il liquido nero sta inondando tutto, e come se non bastasse, annulla la magia. Le due quindi fuggono prima che il santuario affondi, ma non riescono a recuperare i membri dell'Alto Consiglio. Scampati nuovamente dai topi seguaci di Ludo, Star e Moon trovano riparo a casa di Buff Frog, di cui Moon però, a differenza della figlia, non si fida, essendo stato in precedenza un servo di Ludo. Quando Buff Frog informa le due che Ludo si è impadronito del loro castello, Star si preoccupa di suo padre, ma Moon non vuole uscire ugualmente, essendo più preoccupata per la sicurezza della figlia. Star chiede perciò a Buff Frog di tenere distratta sua madre, mentre lei esce di casa a cercare Toffee. Buff Frug accetta e cerca di distrarre Moon con un gioco da tavolo, Difendi la Pozzanghera (in originale ''Puddle Defender''). Durante il gioco però, i due cominciano ad avere una violenta discussione, in cui Moon lo accusa di non avere sentimenti essendo un mostro; Buff Frog però dice che i suoi figli sono tutta la sua vita, e prima che Star possa uscire di casa, Buff Frog la fa scoprire, capendo che Moon stava facendo la cosa giusta. Dopodiché, attiva un sistema di sicurezza attorno alla casa, in modo da tenerli al sicuro. Star, tuttavia, riesce ad uscire ugualmente dalla casa, sfruttando un passaggio segreto indicatogli dai figli di Buff Frog. Si dirige quindi verso il castello, decisa più che mai a distruggere Toffee.

### Re Ludo
- Titolo originale: King Ludo
- Diretto da: Brett Varon
- Scritto da: Casey Crowe, Evon Freeman e Brett Varon

#### Trama
Ludo è ora il re del regno di Mewni, e ordina di eliminare ogni cosa che possa ricordare i Butterfly. Tuttavia, non è amato dal popolo. Per poter diventare popolare, chiede aiuto al re River, tenuto prigioniero insieme a Marco. Il re rifiuta, e Ludo gli concede 24 ore per cambiare idea, altrimenti sfrutterà l'incantesimo di levitazione per spedirlo nel cielo in eterno. Ludo lascia accidentalmente del burro nella cella, e Marco lo afferra e lo usa per scivolare fuori dalle catene. River però mangia il burro, perciò Marco deve recuperare la chiave delle catene per liberarlo. Attraversando i condotti dell'aria, Marco giunge nella camera da letto reale e incontra Ruberiot, ora divenuto uno spazzino reale, insieme a due donne, Foolduke e Mime Girl. Quando Ludo arriva nella camera, i quattro si nascondono. Marco cerca di convincerli ad aiutarlo, ma rifiutano. Marco quindi cerca di recuperare la chiave, appesa al collo di Ludo mentre dorme. Quando questi si sveglia, Ruberiot, Foolduke, e Mime Girl arrivano in suo aiuto, facendo credere di essere lì per intrattenerlo. Foolduke riesce a prendere la chiave durante la confusione. Marco si reca quindi dal re per liberarlo, ma egli rifiuta perché non vuole abbandonare il suo popolo, invitando quindi il ragazzo a fuggire. Ludo giunge in quell'istante per farsi aiutare dal re, essendo passate 24 ore, ma ricevendo ancora risposta negativa, il re viene esiliato da Mewni e fatto levitare nel cielo. Quando Foolduke chiede cosa fare adesso, Marco dice che è giunta l'ora di combattere.

### Toffee
- Titolo originale: Toffee
- Diretto da: Dominic Bisignano, Tyler Chen e Aaron Hammersley
- Scritto da: Dominic Bisignano, Tyler Chen, Sage Cotugno, Kristen Gish, Aaron Hammersley, Zach Marcus e Cassie Zwart

#### Trama
Ludo ha assunto il controllo completo del regno e ha ordinato al popolo di adorarlo. Mentre si dirige verso la sala del trono, viene attaccato da Star, che gli chiede dov'è suo padre. I due cominciano a lottare, e Star finisce per essere catturata dal ragno gigante di Ludo. Quest'ultimo, ascoltando la bacchetta, ordina di rinchiuderla nelle segrete. Star, prima di venire imprigionata, avverte Ludo dicendogli che Toffee lo sta controllando attraverso la bacchetta. Dopo che Star viene incatenata, un misterioso individuo attacca le guardie: questi si rivela essere Marco, che finalmente può riabbracciare la sua amica. Marco gli racconta cosa è successo a suo padre, e gli mostra Ruberiot, Foolduke e Mime Girl come alleati della resistenza. I cinque si presentano con un piano per rovinare la popolarità di Ludo, ma Star dice che invece hanno bisogno di sbarazzarsi di Toffee. Proprio in quel momento, Ludo entra nella cella e li scopre. Vengono tutti incatenati, tranne Star, che viene portata sopra uno dei balconi del castello. Qui Ludo continua la sua precedente conversazione riguardo alla bacchetta incastonata nella sua mano, e Star gli dice che al suo interno c'è Toffee. Star decide quindi di sfruttare l'incantesimo bisbigliato per distruggere il frammento, come fece col precedente (episodio Assalto al castello).

Star assume la nuova forma di mewbertà

Nel frattempo, Buff Frog e la regina Moon liberano Marco, e insieme raggiungono Star. Quando Moon si rende conto che la figlia sta eseguendo l'incantesimo, gli grida d'allontanarsi, ma è troppo tardi. Come l'ultima volta infatti, il frammento esplode in un enorme rilascio d'energia. Moon, Marco, e Buff Frog si dirigono nel cratere formatosi, trovando solo il corpo di Ludo. Scoprono che Star è all'interno del suo corpo, galleggiando in una massa di liquido nero. Questo comincia a prendere la forma gigante di Toffee, il quale spiega che tutto il liquido nero è la magia che ha prosciugato dall'universo e corrotto, e rimangono solo piccole tracce d'oro di magia incontaminata. Toffee riprende il controllo del corpo di Ludo e richiede il suo dito mozzatto in cambio di Star. Nonostante le proteste di Star, Moon restituisce a Toffee il suo dito, il quale si riattacca alla mano e fa in modo che Toffee ritorni nel suo corpo originale. Star però viene lasciata nella sorgente di magia corrotta. Quando Moon e Marco chiedono dov'è Star, Toffee risponde che se n'è andata. Furiosa, Moon attacca Toffee e cerca di colpirlo con la magia oscura, ma la bacchetta ormai non funziona più, essendo la magia completamente contaminata. Anche Marco colpisce Toffee, ma questi lo attacca violentemente e lo stordisce. Star intanto scopre che sul fondo è rimasta una piccola parte di magia incontaminata, e cerca di raggiungerla. La principessa però finisce per affogare. Si risveglia in uno strano mondo vuoto in cui trova Glossaryck, il quale non sa neppure lui dove si trovano; Star è convinta qui di essere morta, ma nel calderone di Glossaryck vede nuovamente il pezzo di magia, e tenta di recuperarlo. Riesce nell'intento, così da generare un nuovo Millhorse.
Al Santuario, i fanghi neri improvvisamente diventano d'oro, e i corpi dei membri dell'Alto Consiglio vengono liberati. La bacchetta nella mano di Moon si solleva nel cielo, formandone una nuova e con il cristallo al centro intero. Star emerge improvvisamente e assume una nuova forma di mewbertà: Gold Mewberty. In questo stato e con la nuova bacchetta, Star colpisce Toffee con un enorme rilascio d'energia, ferendolo gravemente. Star cade a terra, esausta, e viene soccorsa dai compagni, felici che sia viva. Toffee, ridotto ad ossa e carne fusa, avanza verso di loro, fiducioso d'aver vinto, ma Ludo lo uccide facendogli cadere addosso un pilastro in pietra. Mentre Star, Marco e Buff Frog si chiedono se sia stato veramente distrutto, Moon sente dolore sulle sue vene nere, ricordandosi l'accordo con Eclipsa. Ludo chiede a Star di usare le sue forbici dimensionali per gettarlo nuovamente nel vuoto, dicendo che ha bisogno di ritrovare sé stesso, lasciando libera la sua aquila e ragno. Tutte le persone che precedentemente furono fatte levitare nel cielo, re River compreso, tornano sulla terra. Nella scena finale, Moon corre alla prigione cristallina di Eclipsa, ed è sollevata nel vedere che è ancora imprigionata. Tuttavia, quando si allontana, il cristallo inizia a rompersi.

## Profumo di felpa
- Titolo originale: Scent of a Hoodie
- Diretto da: Brett Varon
- Scritto da: Madeleine Flores, Brett Varon e Nicolette Wood

### Trama
Marco saluta Star e torna sulla Terra, senza la sua felpa con cappuccio che non è riuscito a ritrovare prima della partenza. In realtà l'ha presa Star per avere un ricordo dell'amico. La felpa però è lurida e puzzolente dall'ultima avventura dei due, così Testa di Pony, disgustata dallo stato dell'indumento, la getta nella Lavanderia Reale perché venga lavata. Star, che invece la apprezza proprio perché quegli odori le ricordano Marco, prova a riprendersi la felpa prima che sia lavata dal Cavalier Lavabo, il quale insiste che venga pulita secondo i più alti standard. Nonostante i suoi sforzi, alla fine la felpa con cappuccio viene pulita, ma Star riesce comunque a sentirvi ancora l'odore di Marco, capendo così che quell'odore e quei ricordi sono nella sua memoria e non nella felpa. L'indumento viene quindi rispedito sulla Terra a Marco che annusandola sente il profumo di Star.

## Buon riposo Glossaryck
- Titolo originale: Rest in Pudding
- Diretto da: Dominic Bisignano e Aaron Hammersley
- Scritto da: Dominic Bisignano, Jushtin Lee, Amelia Lorenz e Kenny Pittenger

### Trama
La famiglia di Star e l'Alta Commissariato della Magia tengono un funerale in memoria di Lekmet. Star vede Glossaryck in quasi tutti i momenti di veglia e inizia a credere che il suo fantasma la stia perseguitando per qualche questione irrisolta. Si mette allora in contatto con Janna per chiedere aiuto e l'amica le spiega che tutto ciò che è appartenuto a Glossaryck deve essere sepolto in un luogo che avesse per lui un significato. Star prende quindi ciò che resta del libro degli incantesimi di Glossaryck e lo getta nel pozzo del Santuario. Star pensa che tutto si sia risolto, ma il procedimento provoca invece la rinascita di Glossaryck, il quale però sembra soffrire di amnesia, e non fa altro che pronunciare la parola "Globgor".

## Il club delle ragazze snobbate
- Titolo originale: Club Snubbed
- Diretto da: Tyler Chen
- Scritto da: Tyler Chen, Gina Gress e Sarah Oleksyk

### Trama
Durante l'annuale Silver Bell Ball, tutti i governanti dei regni vicini vengono a partecipare. Star viene snobbata da Tom quando arriva la sua famiglia. Dopo aver tentato di fare lo stesso ballando con altri suoi compagni di ballo maschili, alla fine lei lo affronta da solo per chiedergli perché. Tom risponde dicendo che le sta dando spazio da quando era presente durante il Song Day, da cui ha erroneamente interpretato che lei e Marco hanno una relazione... Lei lo nega e alla fine gli chiede a malincuore di ballare, che iniziano a divertirsi, e il Ballo è dichiarato un successo....

## Fidarsi o non fidarsi?
- Titolo originale: Stranger Danger
- Diretto da: Brett Varon
- Scritto da: Casey Crowe e Charlotte Jackson

### Trama
Star incontra Eclipsa, che ora è libera dalla sua prigione di cristallo. Tuttavia, i loro discorsi amichevoli sono interrotti da Moon e dall'Alto Commissione Magica, che catturano Eclipsa. Star chiede perché Eclipsa è stato cristallizzato ed è indignato dal fatto che sia stato solo perché ha sposato un mostro.... Mentre Moon e la Commissione non si fidano di Eclipsa e vogliono ricristalizzarla, Star li convince a darle un processo equo. Nel frattempo, Eclipsa viene messo agli arresti domiciliari. Star la visita più tardi e diventano amiche.

## Il rituale di purificazione
- Titolo originale: Demonicism
- Diretto da: Dominic Bisignano e Aaron Hammersley
- Scritto da: Zach Marcus, Kenny Pittenger & Cassie Zwart

### Trama
Testa di Pony confida a Star che Tom sta subendo un "demonismo", che ha lo scopo di trasformarlo in un essere più normale, addomesticato. Si infiltrano segretamente nella cerimonia in cui Star salva Tom, ma il demonismo procede come previsto, solo che il suo organizzatore rivela che ha ancora molto rabbia in lui......Star & Tom decidono di uscire insieme. Vengono poi visti tenersi per mano, con grande disappunto di Testa di Pony

## Un'estate di francese per Marco
- Titolo originale: Sophomore Slump
- Diretto da: Tyler Chen
- Scritto da: Tyler Chen, Sage Cotugno e Kristen Gish

### Trama
Intanto Sulla Terra, Marco pensa in continuazione alle tante avventure su Mewni e i suoi amici, colleghi e insegnanti iniziano a prendere le distanze da lui, tranne Janna. 
Jackie inizia ad avere qualche dubbio sulla loro relazione dopo gli eventi di Star-cotta, così Marco la porta fuori per un appuntamento per dimostrarle che si è lasciato alle spalle tutto e che è un ottimo fidanzato, ma qualcosa non va secondo i Piani. Infatti, Jackie, scoprendo che nasconde segretamente il mantello che Re River gli ha regalato su Mewni sotto la felpa con cappuccio, gli dice che starà a Echo Creek solo per renderla felice per lei e decide gentilmente di rompere con lui andandosene. Marco decide di tornare a Mewni come studente di scambio e la sua famiglia e gli amici lo salutano mentre si dirige al Castello della Famiglia Butterfly.

## Il filtro della lavatrice
- Titolo originale: Lint Catcher
- Diretto da: Brett Varon
- Scritto da: Madeleine Flores, Brett Varon & Nicolette Wood

### Trama
Marco arriva su Mewni, ma Star si sente indifferente per la sua presenza: dalla sua partenza sono cambiate un sacco di cose la cotta che Star aveva per Marco è sparita, inoltre lei e Tom si sono rimessi insieme. ciò nonostante dà a Marco un lavoro al castello come scudiero del Cavaliere della Lavanderia, i due hanno una breve discussione e Star decide di andarsene. Dopo una breve conversazione con Eclipsa, Star ritorna alla lavanderia reale per trovare Marco che lotta contro un mostro gigante di lanugine. Alla fine lo sconfiggono attivando il raccoglitore di lanugine. Star si scusa con Marco e come atto di buona fede, crea magicamente una replica esatta della sua camera da letto nel castello e lo nomina come suo scudiero.

## Scudiero in prova
- Titolo originale: Trial by Squire
- Diretto da: Dominic Bisignano e Aaron Hammersley
- Scritto da: Jushtin Lee, Amelia Lorenz e Kenny Pittenger

### Trama
Star e Marco si preparano per la vendita di Armature e Accessori per Guerrieri al Quest Buy. Durante l'evento, incontrano altri acquirenti che non si fermeranno davanti a nulla per ottenere la migliore attrezzatura da cavaliere. Dopo aver incontrato lo scudiero femminile Higgs, ridicolizza Marco dicendogli che nonostante sia stato nominato scudiero, pensava fosse il fidanzato di Star, cosa che lui nega. Con tutti i loro sforzi, Star lo rassicura dicendo che lo ha chiamato solo scudiero in modo da poter tornare alle avventure come prima. Finiscono la vendita dello scoppio comprando cose casuali e divertenti invece di attrezzi da cavaliere adatti a elogiare i cavalieri e il rosicamento di Higgs

## La principessa Turdina
- Titolo originale: Princess Turdina
- Diretto da: Tyler Chen
- Scritto da: Tyler Chen, Gina Gress e Sarah Oleksyk

### Trama
Marco sta per ricevere una laurea ad honorem dall'istituto St. Olga per Principesse ribelli, ma ha dei ripensamemti dovuti al fatto che ha mentito riguardo alla sua identità alle studentesse del luogo e vorrebbe dire la verità. Tuttavia Testa di Pony insiste perché lui mantenga l'aspetto della principessa Turdina, mentre Star vuole che sveli la verità. Marco decide di ascoltare Testa di Pony, al fine di mantenere l'autostima delle principesse del St. Olga, annebbiato dal fatto che queste stiano organizzando una festa e costruendo una statua in suo onore. Miss Heinous arriva al party e rivela che la "Principessa Turdina" è un ragazzo, e Marco confessa la verità. Miss Heinous dice che le Principesse hanno ancora bisogno di lei, ma queste non sono turbate dalla verità, affermando che il suo genere non conta in quanto il suo messaggio di essere fedele a se stessi è vero a prescindere dalla sua identità, e scacciano Miss Heinous ancora una volta.

## Esperti di mostri
- Titolo originale: Starfari
- Diretto da: Brett Varon
- Scritto da: Casey Crowe e Charlotte Jackson

### Trama
Star esce sul campo per capire perché i Mewniani trattano ingiustamente i Mostri. Incontra l'esperto in materia, che inizialmente sembra capire il punto di vista di Star, ma alla fine rivela di vedere semplicemente i Mostri come animali e vuole eliminarli, facendo esplodere una diga e circondando il villaggio mostruoso con acqua. Star riesce a salvare il villaggio con Buff Frog e l'altro aiuto dei Monstri, e poi, quando l'Esperta di Mostri decide di "vivere come un mostro" nel fango, Star dà la sua posizione a Buff Frog

## Sogni d'oro
- Titolo originale: Sweet Dreams
- Diretto da: Tyler Chen e Aaron Hammersley
- Scritto da: Sage Cotugno e Amelia Lorenz

### Trama
Star inizia ad essere involontariamente sonnambula per via di strani sogni con crescente preoccupazione di Marco. Per mettere alla prova la sua teoria, Marco la osserva a notte fonda con lui incatenato a lei, dove viene trascinato e scopre che lei si trasforma nella sua forma di farfalla e sta viaggiando attraverso varie dimensioni in un unico portale. Lui la sveglia e con l'aiuto di Glossryck ed Eclipsa, riescono a tornare a Mewni. Eclipsa suggerisce a Star che i suoi sogni dovrebbero essere una connessione di cosa è veramente capace.

## La spiaggia del Lago di Lava
- Titolo originale: Lava Lake Beach
- Diretto da: Dominic Bisignano e Aaron Hammersley
- Scritto da: Zach Marcus, Kenny Pittenger e Cassie Zwart

### Trama
Marco, Star, Tom e Kelly fanno un picnic su di una spiaggia negli inferi per poter assistere all'ascesa delle anime. Durante il picnic, Tom e Star giocano a beach volley con un'altra coppia, mentre Marco raggiunge Kelly, la quale era andata via infastidita. Kelly si è appena lasciata con il suo ragazzo, Tad, che però è rimasto nei suoi capelli. Marco decide allora di parlare con Tad, convincendolo ad andarsene, ma durante la chiacchierata Marco scopre di avere una cotta per Star. Il ragazzo scappa via per riflettere, quando vede Star e Tom che si baciano. Il poveretto non può far altro che sedersi a pensare, ma viene raggiunto e consolato da Kelly. I due decidono di vedere l'ascesa delle anime insieme, ed a fine episodio sembrano qualcosa di più che amici... in questo episodio Marco rivela di aver appena compiuto 15 anni.